# Логвиненко Василь Васильович
Васи́ль Васи́льович Логвине́нко (16 листопада 1978 — 29 серпня 2014) — солдат Збройних сил України, учасник російсько-української війни.

## Короткий життєпис
Народився 1978 року в місті Нікополь (також вказується село Криничувате, Нікопольський район, Дніпропетровська область). Сирота — батьки померли, коли він був ще маленьким; закінчив нікопольську ЗОШ № 5. Вивчився на електрика. Працював на Нікопольському заводі технологічного оснащення формувальником. 2002 року створив родину.
Мобілізований навесні 2014 року. Тричі ходив до військкомату — визнали придатним на четвертий. Вважав за честь воювати за свою країну. Від квітня 2014-го — солдат, кулеметник, 93-тя окрема механізована бригада, псевдо «Бабай». 15 травня Василь уже був на Донбасі; спочатку воював в Мирнограді, потім його батальйон перебазувався до Пісок.
У липні побував удома в короткотерміновій відпустці, розписався з громадянською дружиною, із якою проживали вже 12 років, дітей завести не вдавалося. Увечері 28 серпня дружині вдалося додзвонитися до Василя та повідомити про свою вагітність.
Загинув під Іловайськом під час прориву з оточення «зеленим коридором» на перехресті доріг з села Побєда до Новокатеринівки поруч зі ставком від вибуху міни — подроблення тіла осколками. Загинув разом зі значною частиною бійців 93-ї механізованої бригади, які станом на грудень 2016 року не були ідентифіковані.
Ексгумований пошуковцями Місії «Евакуація-200» («Чорний тюльпан») 11 вересня 2014 року. Впізнаний за експертизою ДНК.
Залишилася вагітна на той час дружина Марина Ковальова і син від першого шлюбу дружини, вже після смерті Василя народилися двоє дітей — Мирослав та Соломія.
У березні 2022 року Марина з дітьми залишила Нікополь — евакуювалася до Німеччини.

## Нагороди та вшанування
За особисту мужність і героїзм, виявлені у захисті державного суверенітету та територіальної цілісності України, вірність військовій присязі під час російсько-української війни, відзначений — нагороджений
- 16 січня 2016 року — орденом «За мужність» III ступеня (посмертно)[1]
- відзнака Президента України «За участь в антитерористичній операції» (посмертно)
- Його портрет розміщений на меморіалі «Стіна пам'яті полеглих за Україну» у Києві: секція 3, ряд 7, місце 33
- Вшановується 29 серпня на щоденному ранковому церемоніалі вшанування українських захисників, які загинули цього дня у різні роки внаслідок російської збройної агресії[2]
- 2 вересня 2021 року на фасаді Нікопольської ЗОШ № 5 відкрито меморіальну дошку Василю Логвиненку